# 鄭光祖
鄭 光祖（てい こうそ）は、元曲の作者。字の徳輝でも知られる。代表作に『倩女離魂』などがある。
関漢卿・白仁甫・馬致遠と並ぶ元曲四大家のひとりであるが、他の3人が元朝初期（王国維のいう第1期）の作家であるのに対して、鄭光祖は元朝後期（第2期）に属する。

## 略歴
『録鬼簿』巻下によると、平陽路襄陵県（現在の山西省臨汾市襄汾県）の人で、杭州路吏であった。没後、西湖の霊芝寺で火葬にされた。

## 作品
鄭光祖の雑劇は8種が現存するが、『倩女離魂』がもっとも有名である。『元曲選』には以下の3種を収める。
- 倩女離魂 - 科挙試験に女性の生霊がついていく話。唐代の伝奇小説『離魂記』をもとにする。
- 王粲登楼 - 王粲が不遇をかこって詩を詠んだことを題材にした劇。
- 㑳梅香（翰林風月）- 侍女が自分の仕える女性とその意中の男性の間を取りもつ話。『西廂記』の模倣作。

ほかに『元刊雑劇三十種』に「周公輔成王摂政」を、『孤本元明雑劇』に「伊尹耕莘」「智勇定斉（無塩破環）」「三戦呂布」「老君堂」の4種を収める（『脈望館鈔校本古今雑劇』にも収めるが、「老君堂」は無名氏の作とする）。